# Wywiadowczo-dywersyjna szkoła w Eupatorii
Wywiadowczo-dywersyjna szkoła w Eupatorii – niemiecki ośrodek wywiadowczy i dywersyjny Abwehry na okupowanych obszarach ZSRR podczas II wojny światowej.
Szkoła została utworzona wiosną 1942 pod nazwą Hauptlager "Krim" z inicjatywy specjalnego oddziału "Zeppelina", działającego przy Einsatzgruppe "D" policji bezpieczeństwa i SD. Mieściła się w Eupatorii, w budynku byłego sanatorium dziecięcego NKWD. Na jej czele stał urodzony w ZSRR Niemiec nadwołżański SS-Hauptsturmführer T. Girgensohn. Szkolono w niej mieszkańców sowieckiego Kaukazu i Zakaukazia (Gruzinów, Ormian, Azerów, Górali kaukaskich, a także miejscowych Rosjan) na agentów wywiadowców-dywersantów, a także organizatorów ruchu powstańczego. Pochodzili oni głównie z obozu specjalnego przeznaczenia Auschwitz, niektórzy z obozów jenieckich rozmieszczony na okupowanym Krymie. W szkole szkolono jednocześnie do 200 osób. Cykl szkolenia trwał od 2 do 4 miesięcy. Reżim w szkole nie był wysoki. Szkoleni używali własnych imion i nazwisk, mogli za przyzwoleniem komendanta wychodzić do miasta i nocować w nim oraz kontaktować się z miejscową ludnością. Nie mogli jedynie opowiadać o swoim szkoleniu i szkole. Udawali Czechów i Słowaków, co ułatwiało noszenie umundurowania armii czechosłowackiej.
Pierwsza grupa 5 wyszkolonych agentów została przerzucona samolotami przez linię frontu do Północnej Osetii w sierpniu 1942. Wczesną jesienią słuchacze szkoły otrzymali mundury sowieckie. Ponadto zostali zorganizowani w 5 grup, szkolących się oddzielnie. Wkrótce szkołę tymczasowo rozformowano, a słuchacze powrócili do obozu specjalnego przeznaczenia Auschwitz. Natomiast wyszkolonych agentów Niemcy przetransportowali do Taganroga, a następnie Stawropola, podporządkowując ich specjalnej grupie "Zeppelina" przy Einsatzgruppe "D" policji bezpieczeństwa i SD. Ogółem na sowiecką stronę frontu zostało przerzuconych ok. 100 agentów, wyszkolonych w szkole w Eupatorii, ale większość z nich zneutralizowały sowieckie służby bezpieczeństwa. Ośrodek z poprzednią kadrą wykładowczą został odtworzony w marcu 1943 w Osipienko na Krymie pod nazwą Waffenschule. Działał przy głównym oddziale Russland-Süd. Oprócz mieszkańców Kaukazu i Zakaukazia, w szkole szkolono też mieszkańców Azji Środkowej. Jesienią szkoła została ewakuowana do obozu w Zambergu na Śląsku. Powstała jej filia w Krunzruch. We wrześniu 1944 szkoła została przeniesiona na terytorium Czech.